# Geschützter Landschaftsbestandteil Hohlwege Böhl / Wagenschmier
Der Geschützte Landschaftsbestandteil Hohlwege Böhl / Wagenschmier mit 4,23 ha Flächengröße liegt nördlich von Elkeringhausen im Stadtgebiet von Winterberg. Das Gebiet wurde 2008 bei der Aufstellung vom Landschaftsplan Winterberg durch den Kreistag des Hochsauerlandkreises als Geschützter Landschaftsbestandteil (LB) ausgewiesen. Der LB liegt nahe und parallel der Landstraße 740.

## Gebietsbeschreibung
Es handelt sich um ein langgestrecktes Hohlwegebündel. Diese Wege waren Teil der Heidenstraße. Der LB ist von einem Laubholzstreifen bewachsen, in dem alte Rotbuchen und mehrtriebige, niederwaldartige Bäume zu finden sind. Der Laubholzbestand macht das historische Landschaftselement erlebbar, zumal er nördlich und südlich entweder durch Freiflächen oder durch Fichtenholzaufforstungen begrenzt wird und sich dadurch von der Umgebung deutlich abhebt. Am Ostende weitet sich die gestreckte Form des Schutzgebiets auf.

## Gebot
Es wurden im Landschaftsplan das Gebot festgesetzt:
- „Die Geschützten Landschaftsbestandteile sind durch geeignete Pflegemaßnahmen zu erhalten, solange der dafür erforderliche Aufwand in Abwägung mit ihrer jeweiligen Bedeutung für Natur und Landschaft gerechtfertigt ist. Solche Maßnahmen bestehen insbesondere in der fachgerechten Behandlung von Schäden und Wunden, Totholzausastung, Beseitigung von Wurzelbrut und (vorbeugenden) statischen Verbesserungen an Bäumen; bei den Feldgehölzen sind derartige Maßnahmen in der Regel nicht notwendig, sie sollen dann der natürlichen Entwicklung überlassen bleiben.“[1]